# Габсбурги
Га́бсбурги (нем. Habsburger) — одна из наиболее могущественных монарших династий Европы на протяжении Средневековья и Нового времени. С 1342 года непрерывно правили в Австрии, с 1438 года занимали (с кратким перерывом в 1742—1745 годах) престол Священной Римской империи, после роспуска которой (1806) возглавляли многонациональные Австрийскую (1804—1867) и Австро-Венгерскую империи (1867—1918). Правители всех перечисленных государств имели резиденцию в венском Хофбурге.
Монархи из рода Габсбургов одновременно являлись великими магистрами рыцарского ордена Золотого руна. В разное время Габсбурги также были правителями целого ряда иных государств:
- Чехии в 1306—1307, 1437—1439, 1453—1457, 1526—1618, после 1621 года;
- Польши в 1306—1307, 1575—1586;
- Венгрии в 1437—1439, 1445—1457, после 1526 года;
- Хорватии в 1437—1439, 1445—1457, после 1526 года;
- Испании в 1516—1700 годах;
- Неаполитанского королевства в 1516—1735 годах;
- Португалии в 1580—1640 годах;
- Трансильвании начиная с 1690 года;
- Тосканы начиная с 1737 года;
- Пармы в 1740—1814 годах;
- Модены в 1740—1814 годах.
- Мексики в 1863—1867 годах.

Под общей Короной династии Габсбургов находилась также Верхняя Силезия с её многочисленными Княжествами и Герцогствами, Нижняя Силезия, Славония и Дунайские княжества.
После смерти императора Карла VI, который распорядился передать все свои владения потомству дочери Марии Терезии, последняя вышла замуж за Франца Стефана из Лотарингского дома. Их потомство известно как Габсбург-Лотарингский дом.
С конца XV века отличительной чертой их внешности считалась сильно выступающая нижняя челюсть.

## Происхождение
Современные исследователи предполагают, Габсбурги могли происходить из династии Этихонидов, берущей начало от Адальрика (Этихо) (умер после 683), герцога Эльзаса. Самым ранним достоверно известным предком Габсбургов считается Гунтрам Богатый, которого отождествляют с графом Гунтрамном, восставшим в 950 году против короля Германии Оттона I Великого. Его владения располагались в северной Швейцарии и Эльзасе (Зундгау и Нордгау, Верхний и Нижний Эльзас).
Его старший сын Ланцелин (ум. 991) стал графом Альтенбурга в Аргау, а сын Ланцелина Радбот (ок. 985 — 1035) построил недалеко от реки Аре замок Габсбург, по имени которого он и его потомки получили своё имя. По одной из версий, первоначально замок назывался Габихтсбург (от нем. Habichtsburg), что означало «Ястребиный замок». По другой — название произошло от старонемецкого «hab» — брод (крепость охраняла переправу через Аре). Потомки Радбота присоединили к своим владениям ряд владений в Эльзасе (Зундгау) и большую часть северной Швейцарии, став к середине XIII века одним из крупнейших феодальных родов юго-западной окраины Германии. Первым наследственным титулом рода стал титул граф Габсбург.

### Графы Габсбург
- Радбот (ум. 1045);

- Вернер I (ум. 1096), Оттон I (ум. 1055) и Альбрехт I (ум. 1050)— дети Радбота;

- Оттон II (ум. 1111) и Альбрехт II (ум. 1140) — дети Вернера I;

- Вернер II (ум. 1167) — сын Оттона II;

- Альбрехт III Богатый (ум. 1199, ландграф Верхнего Эльзаса) — сын Вернера II;

- Рудольф II (ум. 1232) — сын Альбрехта III;

- Альбрехт IV (ум. 1239) и Рудольф III (ум. 1249) — дети Рудольфа II.

Альбрехт IV и Рудольф III разделили родовые владения: первому досталась западная часть, включая Аргау и Зундгау, а второму — земли в восточной Швейцарии. Основной линией считались потомки Альбрехта IV, а наследники Рудольфа III стали именоваться титулом граф Габсбург-Лауфенбург. Представители Лауфенбургской линии не играли существенной роли в германской политике и остались как и многие другие немецкие аристократические роды региональным феодальным домом. В состав их владений входила восточная часть Аргау, Тургау, Клеттгау, Кибург и ряд ленов в Бургундии. Эта линия пресеклась в 1460 году.

### Родословные различных ветвей Габсбургов
- Габсбурги до вступления на императорский трон
- Габсбурги — императоры Священной Римской империи
- Габсбурги — императоры Австро-Венгрии
- Габсбурги — испанская ветвь

## Вступление на престол Австрии
Выход Габсбургов на европейскую арену связан с именем сына графа Альбрехта IV Рудольфа IV (1218—1291). Он присоединил к владениям Габсбургов обширное княжество Кибург, а в 1273 году был избран немецкими князьями королём Германии под именем Рудольфа I. Став королём, Рудольф I попытался укрепить центральную власть в Священной Римской империи, однако главным его успехом стала победа над чешским королём Пржемыслом Оттокаром II в 1278 году, в результате чего под контролем Рудольфа I оказались герцогства Австрия и Штирия.
В 1282 году король передал эти владения своим детям Альбрехту I и Рудольфу II. Таким образом Габсбурги стали правителями обширного и богатого придунайского государства, которое быстро затмило их родовые владения в Швейцарии, Швабии и Эльзасе.
Потомкам Альбрехта I удалось включить в состав своей монархии Каринтию (1335 год) и Тироль (1365 год), превратив Австрию в крупнейшее государство юго-восточной Германии. Они играли важные роли в многочисленных внутринемецких конфликтах первой половины XIV века и некоторое время занимали престолы Германского королевства (Альбрехт I в 1298—1308 годах и Фридрих I в 1325—1330 годах), а также королевства Чехия (Рудольф III в 1306—1307 годах).
Пик укрепления Австрийского государства пришёлся на короткое время правления Рудольфа IV (1358—1365 годы), который претендовал на особый статус Австрии и её полную независимость от империи (Privilegium Maius 1358 год). В то же время ядро габсбургских владений в северной и центральной Швейцарии было потеряно и образовало самостоятельное объединение Швейцарский союз. В результате конгломерат территорий, находящихся под властью Габсбургов, постепенно трансформировался в Австрийскую монархию во главе с герцогами Австрии.

### Герцоги Австрии
- Альбрехт I (1282—1308, король Германии с 1298 года) и Рудольф II (1282—1283) — дети короля Рудольфа I;

Елизавета Гелей Осовская Великая Княгиня Буковинская
- Рудольф III (1298—1307, король Чехии с 1306 года), Фридрих I (1308—1330, король Германии с 1325 года), Леопольд I (1308—1326), Оттон Весёлый (1330—1339, герцог Каринтии с 1335 года) и Альбрехт II Мудрый (1326—1358, герцог Каринтии с 1335 года) — дети Альбрехта I;

- Рудольф IV (1358—1365, граф Тироля с 1363 года).

## Раздел австрийских владений
Наследники Рудольфа IV, его младшие братья Альбрехт III и Леопольд III в 1379 году заключили между собой соглашение о разделе владений Габсбургов. Альбрехт III получил собственно герцогство Австрия (включая штирийские лены в долине Энса и Винер-Нойштадт), а Леопольд III стал правителем Штирии, Каринтии, Крайны, Тироля и Передней Австрии. В результате почти на век габсбургские земли оказались разделёнными между двумя ветвями династии: Альбертинская линия и Леопольдинская линия, в результате чего влияние Габсбургов резко ослабло.

### Альбертинская линия
- Альбрехт III (1365—1395);

- Альбрехт IV (1395—1404) — сын Альбрехта III;

- Альбрехт V (1404—1439, король Чехии и Венгрии с 1437 года, король Германии с 1438 года)

- Ладислав Постум (1440—1457, король Чехии с 1444 года и Венгрии с 1445 года).

Наибольшего влияния Альбертинская линия достигла при Альбрехте V, который в 1438 году объединил под своей властью крупнейшие государства Центральной Европы: Чехию, Венгрию и Германию. Однако его правление в этих странах продолжалось лишь около двух лет, а после его смерти, в период правления малолетнего Ладислава Постума, начались непрекращающиеся междоусобные и гражданские войны, и союз трёх государств распался.
Со смертью Ладислава в 1457 году Альбертинская линия пресеклась, Австрийское герцогство перешло под власть герцога Фридриха V из Леопольдинской линии.

### Леопольдинская линия
- Леопольд III (1365—1386, герцог Штирии, Каринтии, Крайны, граф Тироля и Передней Австрии с 1379 года);

- Вильгельм (1386—1406, герцог Внутренней Австрии) и Леопольд IV (1395—1411, граф Тироля и Передней Австрии с 1395 года, герцог Внутренней Австрии с 1406 года) — дети Леопольда III.

В период правления Леопольда III в состав владений Габсбургов вошёл Фрейбург (1368 год), Форарльберг (1375 год) и Триест (1382 год) — первый морской порт Австрийской монархии. Однако сам герцог в 1386 году погиб в битве при Земпахе со швейцарцами, после чего Габсбурги были вынуждены признать независимость Швейцарской конфедерации.
Наследники Леопольда III в 1406 году вновь поделили между собой владения, что дало начало двум новым ветвям габсбургского дома: Штирийская линия и Тирольская линия.

#### Штирийская ветвь
- Эрнст (1406—1424 годы, герцог Внутренней Австрии) — сын Леопольда III;

- Фридрих V (1424—1493 годы, император Священной Римской империи с 1452 года) и Альбрехт VI (1458—1463 годы, эрцгерцог с 1453 года) — дети Эрнста.

Фридрих V в 1440 году был избран королём Германии, а в 1452 году короновался в Риме короной императоров Священной Римской империи (под именем Фридриха III). Несмотря на то, что в целом его правление было неудачным (австрийские земли были разорены междоусобицами и набегами венгров и турок), ему удалось в 1477 году организовать брак своего сына и наследницы владений Бургундского герцогства, что обеспечило присоединение к габсбургской монархии Нидерландов, Люксембурга и Франш-Конте и стало первым шагом на пути к созданию многонациональной державы Габсбургов.
Именно в правление Фридриха III родились два знаменитых лозунга Габсбургов: «Пусть другие ведут войны, а ты, счастливая Австрия, женись!» и «Австрия должна править миром» (латинская аббревиатура «A.E.I.O.U.»: Austriae est imperare orbi universo). Кроме того, в 1453 году Фридрих III утвердил «Privilegium Maius» и новый титул австрийского монарха — эрцгерцог.

#### Тирольская ветвь
- Фридрих IV (1402—1439 годы, герцог Передней Австрии и Тироля);

- Сигизмунд (1439—1490 годы, эрцгерцог с 1477 года) — сын Фридриха IV.

Фридриху IV и Сигизмунду удалось значительно поднять экономику и финансовое состояние Тироля, превратив его в один из крупнейших в Европе источников драгоценных металлов и важный источник финансирования внешней политики Габсбургов. В то же время усиление тирольского ландтага привело к ограничению власти герцогов и, в конечном счёте, вынудило Сигизмунда отречься от престола в 1490 году в пользу эрцгерцога Австрии Максимилиана I, который таким образом воссоединил Тироль и Переднюю Австрию с остальными габсбургскими владениями.

## «Империя, над которой никогда не заходит солнце»
К 1493 году объединение габсбургских владений в Центральной Европе в руках Максимилиана было завершено. В последние годы XV века он был единственным Габсбургом мужского пола, не считая собственного сына Филиппа. Максимилиану благодаря природной проницательности и ряду династических браков удалось не только избраться императором Священной Римской империи, но и превратить свой род в гегемонов ренессансной Европы. Сын Филипп родился во фландрской столице Брюгге и получил фамильное имя герцогов Бургундских, так как его мать Мария Бургундская была наследницей огромных владений Карла Смелого на восточных рубежах Франции. Собственно Бургундия осталась за французами, а к Филиппу с титулом герцога Бургундского из дедовских владений отошли богатейшие «Нижние страны» (Нидерланды в широком смысле) и стратегически расположенное в сердце Европы графство Франш-Конте.
После смерти Марии Бургундской император Максимилиан замыслил взять в жёны другую богатейшую наследницу — Анну Бретонскую, однако борьбу за её руку и сердце выиграл французский король.
В 1496 году Максимилиан добился нового успеха, договорившись с «их католическими величествами» (только что завершившими объединение Испании под своим скипетром) о браке их дочери и наследницы Хуаны со своим сыном Филиппом Бургундским. Этот династический союз окончательно укрепил Габсбургов в роли самой могущественной династии Европы, да и всего мира: в состав испанского наследства Хуаны входили Сицилийское королевство на юге Италии и неуклонно расширявшиеся колонии в Новом Свете. Максимилиан пережил своего сына, передав по смерти в 1519 году все приобретённые владения внуку, Карлу V, который утверждал, что над его владениями никогда не заходит солнце.
Габсбурги вместе с Бургундией унаследовали давнюю вражду тамошних правителей с французской короной, которую усугубили спор за западные области Бургундии и руку бретонской наследницы. Французские короли не могли не замечать, что Габсбурги окружают их своими владениями. Соединению бургундских и австрийских владений Габсбургов препятствовало цветущее Миланское герцогство, которое Карл V оккупировал в 1535 году. За обладание этими землями он вёл с французами изнурительные Итальянские войны. Только силой взяток и оружия ему удалось заполучить императорский титул, и эти трудности отчасти были вызваны противодействием французов. Вплоть до дипломатической революции середины XVIII века австро-испанские Габсбурги и французские Капетинги (в лице династий Валуа и Бурбонов) оставались злейшими врагами и практически непрерывно вели между собою войны.

## Габсбурги в Испании и Австрии
Внимание Карла V было сосредоточено на испанских делах и противостоянии с французами, и он не мог распылять его на борьбу с турками, которые после Мохачской битвы заняли территорию современной Венгрии, продвинувшись на северо-запад до самой Вены (см. Осада Вены (1529)). Сознавая затруднительность управления столь обширными владениями, Карл по Брюссельскому соглашению 1522 года отписал наследственные (австрийские) земли Габсбургов младшему брату Фердинанду, который после смерти Карла сменил его и на императорском троне.
За год до Брюссельского соглашения Фердинанд заключил последний великий династический брак в истории династии — с дочерью Владислава II по имени Анна, которая принесла в дом Габсбургов ещё две короны — Богемскую и Венгерскую. Их удержание стоило потомкам Фердинанда и Анны много сил и энергии, однако в течение XVII века им удалось сломить сопротивление венгров и чехов, не признававших наследственности королевского достоинства в этих странах, и добиться признания обеих корон наследственными владениями австрийских Габсбургов.

### Испанские Габсбурги
После смерти Карла V его владения в Испании, Италии и Нидерландах наследовал сын, Филипп II, вошедший в историю как главный покровитель Контрреформации. Среди триумфов его правления числятся династический брак с английской королевой Марией Тюдор, одержанная Хуаном Австрийским (одним из многочисленных габсбургских бастардов) победа над турками при Лепанто (1571 год) и присоединение к испанской короне португальской со всеми её заморскими владениями (1580 год).
Религиозный фанатизм Филиппа породил и реакцию в лице перманентного конфликта с протестантской Англией и мятежа нидерландских провинций, закончившегося утратой Габсбургами территории современных Нидерландов (см. Соединённые провинции).
Потомки Филиппа, хотя и сохраняли короны испанскую и (до 1640 года) португальскую, уже не играли ведущей роли в истории Европы и мира, во внешнеполитических вопросах полагаясь на союз с австрийскими кузенами. Во избежание распыления земель австрийские и испанские Габсбурги непрестанно заключали браки друг с другом (инцухт), что к началу XVIII века привело к вырождению и тех и других. Так, в родословной последнего представителя Испанских Габсбургов — Карла II — было 8 кровосмешений, что, соответственно, привело к значительным проблемам со здоровьем (в том числе репродуктивным), вследствие чего монарх не смог оставить после себя наследника.
Со смертью Карла II в 1700 году старшая (испанская) ветвь Габсбургов угасла, австрийская же просуществовала на сорок лет дольше.

### Имперские Габсбурги
Императорский престол в XVI—XVII веках практически беспрерывно занимали представители младшей ветви дома Габсбургов — потомки Фердинанда I и Анны Ягеллонской. Натиск турок на Восточную Европу содействовало тому, что венгры чехи, южные немцы объединились вокруг габсбургской монархии.
В начале XVII века позиции Габсбургов в империи были ослаблены конфликтом между внуками Фердинанда — безумным Рудольфом II, штатгальтером Маттиасом и кардиналом Альбрехтом. За это время в габсбургских владениях наметилось очередное разделение: младшие ветви рода получили в управление Штирию и Тироль.
После смерти Рудольфа и братьев, не оставивших по себе наследников мужского пола, их короны, включая императорскую, отошли к представителю штирийской ветви, который принял имя Фердинанда II.
Новый монарх не смог поладить с протестантами, мятеж которых в Богемии вылился в Тридцатилетнюю войну, кардинальным образом изменившую баланс сил в Европе. Боевые действия окончил Вестфальский мир (1648 год), который укрепил позиции Франции и больно ударил по интересам Габсбургов (в частности, они теряли все владения в Эльзасе).
В 1659 году французский король Людовик XIV нанёс по престижу Габсбургов новый удар — Пиренейский мир оставил за французами западную часть Испанских Нидерландов, включая графство Артуа. К этому времени стало очевидно, что Бурбоны выиграли противостояние с Габсбургами за первенство в Европе.
Внук Фердинанда II, император Леопольд, правил почти полвека, с 1658 по 1705 годы. К числу его заслуг относится завершение консолидации габсбургских земель в Центральной Европе путём брака с наследницей тирольской ветви. К войне Аугсбургской лиги против Людовика XIV (1688—1697 годы) император привлёк даже старинных врагов Габсбургов — протестантско-либеральные Англию и Голландию.
Двое сыновей Леопольда, Иосиф и Карл, по очереди занимали императорский престол; второму из них поначалу предполагалось передать и выморочную испанскую корону. К 1711 году, когда Карл был избран императором, он оставался единственным Габсбургом мужского пола — как когда-то его предок Максимилиан. Перспектива скорого угасания дома Габсбургов стала ещё реальнее.

### Прагматическая санкция
Восшествие Карла на императорский престол лишило его поддержки союзников по Войне за испанское наследство, которые опасались объединения Австрии и Испании под единым скипетром. Эта война разгорелась за наследие испанских Габсбургов после того, как умер считавшийся наследником испанской короны баварец Иосиф Фердинанд из рода Виттельсбахов — сын австрийской принцессы Марии Антонии. По Утрехтскому миру (1713 год) из владений испанских Габсбургов за императором Карлом закреплялись только Испанские Нидерланды и Неаполитанское королевство (вскоре утраченное по результатам войны за польское наследство). Среди итальянских приобретений императора были герцогство Мантуя и остров Сардиния (который он в 1717 году променял на Сицилию).
С целью передачи дедовских владений дочерям и их потомству Карл — строго говоря, последний из Габсбургов — в 1713 году принял закон о престолонаследии, известный как прагматическая санкция. В 1736 году он выбрал в мужья Марии Терезии, своей старшей дочери и наследнице, герцога Лотарингского Франца Стефана из древнего владетельного дома. Несмотря на меры, предпринятые императором Карлом для обеспечения международного признания Прагматической санкции, вслед за его смертью разгорелась Война за австрийское наследство, в ходе которой Марии Терезии и Францу Стефану удалось отстоять все габсбургские владения, за исключением части Силезии и недавно перешедшего к ним итальянского герцогства Парма и Пьяченца. После избрания Франца императором в Священной Римской империи воцарилась лотарингская династия.

## Габсбургско-Лотарингский дом
Династия Габсбургов со времён заключённого в 1736 году династического союза с Лотарингским домом именуется Габсбургами-Лотарингскими.
Первым императором этой династии был сын Франца Стефана и Марии Терезии, Иосиф II. Он прирастил габсбургские владения за счёт разделов Польши (по которым к Австрии отошло т. н. королевство Галиции и Лодомерии со столицей в Львове), однако не преуспел в своём плане захвата Баварии (пфальцских Виттельсбахов планировалось компенсировать за счёт Австрийских Нидерландов, см. война за баварское наследство).
В эпоху наполеоновских войн Священная Римская империя была распущена, на её руинах возникла Австрийская империя, при этом Габсбурги утратили последние осколки наследия Марии Бургундской (из них было составлено новое государство — Бельгия).
В XIX веке Габсбургско-Лотарингский дом распался на пять основных ветвей (не считая морганатического рода графов Меранов, происходящих от эрцгерцога Иоганна):
- Императорскую — сюда относятся все потомки последнего императора Священной Римской империи и первого австрийского императора Франца II, включая его сына императора Фердинанда и внуков, мексиканского императора Максимилиана и австрийского — Франца Иосифа. Сын последнего, кронпринц Рудольф, совершил самоубийство со своей 17-летней возлюбленной, Марией фон Вечера. Оставшись без прямого наследника, престарелый Франц Иосиф завещал престол сначала племяннику Францу Фердинанду, а после убийства последнего в Сараево — внучатому племяннику, будущему Карлу I. C 1922 по 2011 года дом Габсбургов возглавлял сын последнего — кронпринц Отто (при возвращении в послевоенную Австрию отказался от приставки «фон» и всех титулов). Сейчас главой дома Габсбургов является Карл Габсбург-Лотарингский, сын Отто.
- Тосканскую — потомки младшего брата Франца II, Фердинанда Австрийского, которому было передано в управление великое герцогство Тосканское, вымененное на Лотарингию его дедом Францем I. Эта ветвь — самая многочисленная из всех — продолжается по сей день. В период Рисорджименто (1860) герцоги Тосканские были принуждены сдать свою столицу (Флоренцию) отрядам Джузеппе Гарибальди и обосновались при венском дворе. В XX веке представители данной ветви рассматривались как претенденты на восстановленный испанский престол, однако в конце концов отказались принять трон, уведомив регента (генерала Франко) что уступают свои права в пользу графа Барселонского (который одновременно был потомком Габсбургов и Бурбонов), а тот, в свою очередь, в момент интронизации, в 1975 году, отрёкся от престола в пользу своего сына Хуана Карлоса.

- Тешенскую — потомство ещё одного брата Франца II, эрцгерцога Карла Иоганна, прославленного в наполеоновских войнах полководца. Титул герцога Тешенского он получил от усыновившего его дяди, Альберта Саксонского. Его внучка Мария Кристина Австрийская — королева Испании и регент во время малолетства своего сына Альфонса XIII (с 1885 по 1902 годы).
- Венгерскую — многочисленные и по сей день потомки шестого по счёту брата Франца II, эрцгерцога Иосифа, служившего в Венгрии наместником (или палатином) и снискавшего среди венгров большую популярность. Первой супругой эрцгерцога была великая княжна Александра Павловна (единственный брак между Габсбургами и Романовыми, правда, бездетный). От третьей жены у него была дочь Мария Генриетта Австрийская — впоследствии королева Бельгии, супруга Леопольда II.
- Моденскую — потомки эрцгерцога Фердинанда Австрийского и его сына Франческо IV д’Эсте. Эти представители Габсбургов-Лотарингских унаследовали от угасшего дома д’Эсте права на герцогство Моденское, где до Рисорджименто и правили как абсолютные монархи. Данная ветвь династии в прямом наследовании пресеклась в 1876 году на внучке Франческо IV, Марии-Терезии Моденской, которая в 1868 году вышла замуж за последнего короля Баварии, Людвига III.

Титул и фамилия Эсте последним герцогом Моденским были завещаны племяннику Франца Иосифа, эрцгерцогу Францу Фердинанду. В 1914 году он был убит в Сараево, а его потомки от морганатического брака с графиней Хотек исключены из престолонаследия. Они называются не Габсбургами, а Гогенбергами и на какие-либо престолы не претендуют (хотя в законодательстве ряда габсбургских владений, например, Венгрии, понятия морганатического брака никогда не существовало). Представители двух других ветвей (Австрийской и Тосканской) пользуются краткой титулярной формой — «Эрцгерцог Австрийский (Эрцгерцогиня Австрийская), Принц (Принцесса) Венгрии и Богемии». В 2010 году в выборах президента Австрии участвовал Ульрих Габсбург, троюродный племянник Отто Габсбурга. Он не набрал достаточное количество голосов и выбыл из гонки. Он выступал за разрешение Габсбургам выдвигаться в кандидаты в президенты.

## Правители Австрии из рода Габсбургов
- Рудольф I (1276—1282)
- Альбрехт I (1282—1308)
- Фридрих I (1308—1330)
- Альбрехт II (1330—1358)
- Рудольф IV (1358—1365)
- Леопольд III (1365—1386)
- Фридрих III (1440—1493)
- Максимилиан I (1486—1519)
- Карл V (1519—1556)
- Фердинанд I (1556—1564)

- Максимилиан II (1564—1576)
- Рудольф II (1576—1612)
- Маттиас (1612—1619)
- Фердинанд II (1619—1637)
- Фердинанд III (1637—1657)
- Леопольд I (1658—1705)
- Йозеф I (1705—1711)
- Карл VI (1711—1740)

## Австрийские императоры из рода Габсбургов-Лотарингских
- Франц I (1745—1765) (будучи Великим Герцогом Тосканским и Герцогом Лотарингским, женился на Марии Терезии и стал Императором)
- Иосиф II (1765—1790)
- Леопольд II (1790—1792)
- Франц II (I) (1792—1835) (император Священной Римской империи, с 1806 только император Австрии)
- Фердинанд I (Австрийский) (1835—1848)
- Франц Иосиф I (Австро-Венгрия) (1848—1916)
- Карл I Австрийский, также Карл IV, король Венгрии (1916—1918). Беатифицирован Папой Иоанном Павлом II в 2004 году.

## Династические браки
Известен крылатый афоризм, впервые высказанный Матьяшем Корвином в виду обширных династических связей Габсбургов: «Bella gerant alii, tu felix Austria nubet» (означает «Пусть другие ведут войны! Ты, счастливая Австрия, заключай браки»). Высказывание идёт от «Bella gerant alii! Protesilaus amet» («Пусть другие ведут войны! Мы испытываем любовь»), что было в произведении античного автора Овидия.
- Рудольф II (граф Габсбург) (нем. Rudolf II von Habsburg; ок. 1168 — 10 апреля 1232 года) сочетался браком с Агнес фон Штауфен (династии Гогенштауфенов).
- Рудольф I (король Германии) (нем. Rudolf von Habsburg; 1 мая 1218 — 15 июля 1291) сочетался браком, первым браком с Гертрудой Гогенбергской (старшей ветви Гогенцоллерн, графов фон Цоллерн), вторым браком с Изабеллой Бургундской (Старший Бургундский дом Капетингов).
- Альбрехт I (король Германии) (нем. Albrecht I von Habsburg; июль 1255 — 1 мая 1308) сочетался браком с Елизаветой Каринтийской (Горицкая династия).
- Фридрих III (король Германии) (нем. Friedrich III der Schöne; von Habsburg; 1289 — 13 января 1330) сочетался браком с Изабеллой Арагонской (Барселонский дом, Арагонской династии).
- Рудольф I (король Чехии) (нем. Rudolf I von Habsburg.; 1281 — 3/4 июля 1307) сочетался первым браком, с Бланкой Французской (дом Капетинги), вторым с Эльжбетой Рыксе (дом Великопольские Пясты, матерью которой была Малгожата Бранденбургская, из дома Аскании).
- Леопольд I (герцог Австрии) (нем. Leopold I von Habsburg; 1290 — 28 января 1326) сочетался браком с Екатериной Савойской, дедом которой был Томас II (граф Савойи), отцом Амадей V, а матерью Мария Брабантская (Дом Ренье).
- Оттон (герцог Австрии) (нем. Otto der Fröhliche, von Habsburg.; 23 июля 1301 —26 февраля 1339) сочетался браком с Елизаветой Баварской, вторым браком (дом Виттельсбахов), вторым браком с Анной Люксембургской (дом Люксембургов).
- Рудольф IV (герцог Австрии) (нем. Rudolf IV von Habsburg.; 1 ноября 1339, Вена — 27 июля 1365) сочетался браком с Екатериной Люксембургской (дом Люксембургов).
- Альбрехт III (герцог Австрии) (нем. Albrecht III von Habsburg.; 9 сентября 1349, Вена —29 августа 1395) сочетался первым браком с Елизаветой Люксембургской (дом Люксембургов), вторым браком на Беатрисе Гогенцоллерн (дом Гогенцоллерн,), дочери Фридриха V, бургграфа Нюрнберга.
- Леопольд III (герцог Австрии) (нем. Leopold III von Habsburg.; 1 ноября 1351 — 9 июля 1386) сочетался браком с Верде Висконти (дом Висконти), матерью которой была Беатриче делла Скалла (дом Делла Скалла).
- Эрнст (герцог Австрии) (нем. Ernst der Eiserne von Habsburg.; 1377 — 10 июня 1424) сочетался первым браком с Маргаритой Померанской (дом Померанской династии), вторым браком с Кимбургой Мазовецкой, её отец Земовит IV Плоцкий (дом династии Великопольские Пясты).
- Вильгельм (герцог Австрии) (нем. Wilhelm von Habsburg.; 1370 — 15 июля 1406) сочетался браком с Джованной II Анжуйской (дом Анжуйской династии).
- Леопольд IV (герцог Австрии) (нем. Leopold IV von Habsburg.; 1371 — 3 июня 1411) сочетался браком с Екатериной Бургундской (дом Валуа, ветвь династии Капетингов).
- Фридрих IV (граф Тироля) (нем. Friedrich IV von Habsburg.; 1382 — 24 июня 1439) сочетался браком с Елизаветой Пфальцской, дочери Рупрехта Пфальского (дом Виттельсбахов), вторым браком с Анной Брауншвейгской (дом Вельфов).
- Альбрехт IV (герцог Австрии) (нем. Albrecht IV von Habsburg.; 19 сентября 1377 — 14 сентября 1404) сочетался браком с Иоганной Софией Баварской (дом Виттельсбахов).
- Альбрехт II (король Германии) (нем. Albrecht II von Habsburg.; 16 августа 1397 — 27 октября 1439) сочетался браком с Елизаветой Люксембургской (дом Люксембургов).
- Фридрих III (император Священной Римской империи) (нем. Friedrich III von Habsburg.; 21 сентября 1415 — 19 августа 1493) сочетался браком с Элеонорой Еленой Португальской (дом Ависской династии).
- Альбрехт VI (эрцгерцог Австрии) (нем. Albrecht VI von Habsburg.; 12 декабря 1418 — 2 декабря 1463) сочетался браком с Матильдой Пфальцской (дом Виттельсбахов).
- Максимилиан I (император Священной Римской империи) (нем. Maximilian I von Habsburg.; 22 марта 1459 — 12 января 1519) сочетался первым браком с Марией Бургундской (дом Валуа, ветвь династии Капетингов), вторым браком с Бьянкой Марией Сфорца (дом Сфорца).
- Филипп I Красивый (король Кастилии и Герцог Бургундии) (исп. Felipe I de Habsburgo el Hermoso.; 22 июля 1478 — 25 сентября 1506) сочетался браком с Хуаной I Безумной (дом Трастамара).
- Карл V (император Священной Римской империи) (лат. Carolus V von Habsburg , нидерл. Karel V von Habsburg , нем. Karl V von Habsburg ., фр. Charles V de Habsbourg, 24 февраля 1500 — 21 сентября 1558) сочетался браком с Изабеллой Португальской (дом Ависской династии).
- Филипп II (король Испании) (исп. Felipe II de Habsburgo.; 21 мая 1527 — 13 сентября 1598) сочетался первым браком с Марией Португальской (дом Ависской династии), вторым браком с Марией I Тюдор (дом Тюдоров), третьим браком с Елизаветой Валуа (дом Валуа, ветвь династии Капетингов), четвёртым браком с Анной Австрийской, сестры Альбрехта VII Австрийскийского, эрцгерцога Австрийского, Штандгальтера Испанских Нидерландов, Вице-короля Португалии (Испано-Австрийской ветви дома Гасббургов).
- Филипп IV (король Испании и Португалии) (исп. Felipe IV de Habsburgo.; 8 апреля 1605 — 17 сентября 1665), сочетался первым браком с Изабеллой Французской Бурбонской (дом Бурбоны, старшая ветвь Бурбонов династии дома Капетингов), вторым браком с Марианной Австрийской (Австро-Испанской ветви дома Габсбургов), сестры римского короля Фердинанд IV Габсбург и сестры Леопольда I Габсбурга Императора Священно-Римской империи, короля Чехии и Венгрии.
- Фердинанд I (император Священной Римской империи) (нем. Ferdinand I von Habsburg.; 10 марта 1503 — 25 июля 1564) сочетался браком с Анной Ягеллонкской (дом Ягеллоны).
- Фердинанд II Тирольский (Эрцгерцог Австрийский, граф Тироля, правитель передней Австрии) (нем. Ferdinand II von Habsburg.; 14 июня 1529 — 24 января 1595) сочетался вторым браком с Анной Катериной Гонзага (дом Гонзага).
- Карл II (эрцгерцог Австрии, правитель внутренней Австрии) (нем. Karl II. Franz von Innerösterreich von Habsburg.; 3 июня 1540 — 10 июля 1590) сочетался браком с Марией Анной Баварской (дом Виттельсбахов).
- Фердинанд III (император Священной Римской империи) (нем. Ferdinand III von Habsburg.; 13 июля 1608 — 2 апреля 1657) сочетался первым браком с Марией Анной Австрийской (Испанская, так называемая Австрийская ветвь дома Габсбургов), вторым браком с Марией Леопольдиной Австрийской (Испанская, так называемая Австрийская ветвь дома Габсбургов), третьим браком с Элеонорой Младшей Гонзага (дом Гонзага).
- Леопольд V Фердинанд (Эрцгерцог Австрийский и Граф Тирольский) (нем. Leopold Ferdinand von Ōsterreich-Tirol Habsburg.; 5/9 октября 1580 год — 13/17 сентября 1632 год) сочетался браком с Клавдией Ди Медичи (дом Ди Медичи), её отцом был Фердинанд Ди Медичи I (великий герцог Тосканы), правитель Тосканы.
- Фердинанд Карл Австрийский (Эрцгерцог Австрийский и Граф Тирольский) (нем. Ferdinand Karl von Ōsterreich-Tirol Habsburg; 17 мая 1628 год —30 декабря 1662 год) сочетался браком с Анной Ди Медичи (дом Ди Медичи).
- Леопольд I (император Священной Римской империи) (нем. Leopold I von Habsburg.; 9 июня 1640 — 5 мая 1705) сочетался браком с Маргаритой Терезой Испанской (Испано-Австрийской ветви дома Габсбургов), сестры Бальтазара Карлоса, принца Аструрийского, вторым браком с Клавдией Фелицитой Австрийско-Тирольская (нем. Claudia Felizitas von Ōsterreich-Tirol Habsburg) (дом Австро-Тирольской ветви Габсбургов), третьим браком с Элеонорой Нейбургской-Баварской (дом Виттельсбахов).
- Сигизмунд Франц Австрийский (Князь-Епископ Тренский, Князь-Епископ Гурский, Князь-Епископ Аугсбургский, Эрцгерцог Австрийский и Граф Тирольский) (нем. Sigismund Franz von Österreich-Tirol Habsburg.; 27 ноября 1630 год — 25 июня 1665 год, сочетался браком с Гедвигой Зульцбахской (дом Виттельсбахов).
- Фердинанд II (император Священной Римской империи) (нем. Ferdinand I von Habsburg.; 9 июля 1578 — 15 февраля 1637), сочетался браком с Марией Анной Баварской (дом Виттельсбахов), вторым браком с Элеонора Старшая Гонзага (дом Гонзага), матерью которой была Элеонора Ди Медичи (дом Ди Медичи).
- Иосиф I (император Священной Римской империи) (нем. Joseph I von Habsburg.; 26 июля 1678 — 17 апреля 1711), сочетался браком с Вильгельминой Брауншвейг-Люнебургской (дом Вельфы).
- Карл VI (император Священной Римской империи) (нем. Karl VI von Habsburg.; 1 октября 1685 — 20 октября 1740), сочетался браком с Елизаветой Кристиной Брауншвейг-Вольфенбюттельской (дом Вельфы).

## Основные даты
- 1020 год — Строительство родового замка Хабихтсбурга
- 1459—1519 годы — Максимилиан I усиливает влияние Габсбургов.
- 1506 год — Карл V наследует Бургундию и Нидерланды.
- 1516 год — Карл V наследует Испанию и Неаполь.
- 1519—1556 годы — Карл V император Священной Римской империи.
- 1546 год — Война между Габсбургами и протестантами.
- 1618—1648 годы — Тридцатилетняя война между католиками и протестантами.